# Japanisches Bibliothekswesen

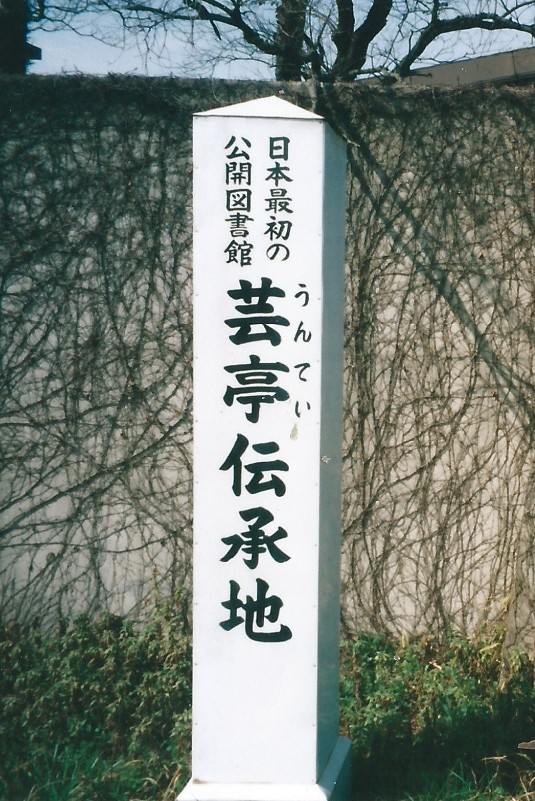
Hinweis auf den Ort der ersten japanischen Bibliothek „Untei“, die ab 770/80 in Nara öffentlich zugänglich war

Die Geschichte des japanischen Bibliothekswesens ist stark verwoben mit der Geschichte des schriftlich fixierten Wortes – der Geschichte des Buches. Die Einflüsse Chinas sind spätestens mit der Einführung der chinesischen Schrift im 4. Jh. und zahlreichen Texten, besonders bei religiösen, offenbar.

## Geschichte

### Beginn
Die Geschichte des japanischen Bibliothekswesens steht im direkten Kontext zu dem Erblühen verschiedener Grundzüge der chinesischen Kultur – einschließlich Buddhismus, Konfuzianismus, Schrift und der Verwaltung. Vorbild war die Tang-Dynastie, 619–907. Ein Beispiel frühster Bibliotheksform begegnet uns in dem Beginn der Schriftkopie buddhistischer Texte, die aufgrund ihrer hohen Nachfrage und Ortsgebundenheit zu einer blühenden Verbreitung der Tempel, deren Mitglieder sie vervielfältigten, führte.
Die bedeutendste Bibliothek des alten Japans wurde von Hōjō Sanetoki (北条 実時, 1224–1276) gegründet, der in der Kamakura-Regierung verschiedene Posten bekleidete. Auf seinem Anwesen in Kanazawa, nicht weit von Kamakura, soll er dafür ein Gebäude errichtet haben. Diese Bibliothek, Kanazawa Bunko (金澤文庫), wurde auch von seinen Nachkommen weiter gepflegt. Der Bestand soll zwanzigtausend Bände überstiegen haben und umfasste das ganze Wissen jener Zeit. Nach dem Fall der Kamakura-Regierung 1333 und dem damit verbundenen Fall der Hōjō kümmerte sich der benachbarte Tempel Shōmyō-ji weiter um die Bestände. Große Teile daraus wurden aber nach und nach weggebracht, wobei die damals entnommenen Bestände leicht kenntlich sind durch den Stempel Kanazawa Bunko. Nach 1868 wurde der Bunko mit einem eigenen Gebäude am alten Ort wieder errichtet. Er wurde zunächst der Präfekturbibliothek Kanagawa unterstellt, seit 1955 wird er als Museum der Präfektur geführt, in dem auch Kunstgegenstände aus der Kamakurazeit gezeigt werden. Das jetzige Gebäude wurde 1990 errichtet. Es vereint in gelungener Weise Bibliotheks- und Museumsfunktionen. Die Bibliothek besitzt eine Sammlung von 29.000 alten Büchern und Dokumenten.
Die wichtigste Bibliothek der Edo-Zeit wurde durch Tokugawa Ieyasu begründet, der nicht nur ein fähiger Feldherr und Politiker war, sondern auch großes Interesse an Büchern hatte. Er richtete 1602 eine Bibliothek innerhalb des Burgbereiches in Edo an, die nach ihrer Unterbringung im Fujimi-Pavillon Fujimi-tei Bunko genannt wurde. Die Bibliothek wurde 1639 unter Ieyasus Enkel Iemitsu in den „Herbstlaub-Berg“ (紅葉山, Momijiyama) genannten Bereich der Burg verlegt, von der sie ihren neuen Namen und Stempel erhielt. Die Bibliothek unterstand dem „Kommissar für Publikationen“ (書物奉行, Shomotsu bugyō), dessen Stelle 1633 innerhalb des Tokugawa-Shogunats eingerichtet worden war.
Unter den etwa 90 Leitern, die bis zur Auflösung des Amtes gezählt werden, finden sich Gelehrte wie der durch sein botanisches Wissen bekannte Aoki Konyō (1698–1769), der Erforscher von Hokkaidō und den Kurilen, Kondō Jūzō (1771–1829) und der Astronom und Geograph Takahashi Kageyasu (1785–1829). Takahashi, der die Landkarten herausgab, die auf der ersten exakten Landesvermessung Japans durch Inō Tadataka (1745–1818) basierten, ist durch den „Siebold-Zwischenfall“ auch im Westen bekannt geworden.
Die Bestände der Momijiyama-Bibliothek befinden sich heute zum Teil im Nationalarchiv, zum Teil im Archiv des Kaiserlichen Hofamtes.

### Meiji-Zeit
Die Meiji-Zeit (1868–1912) ist Synonym eines hohen Reformwillens – sie beschreibt die neuerliche Erstarkung des Kaisers und das Ende des Schwertadels. Orientierung an politischen, bildungspolitischen und militärischen Verfahrensweisen des Westens (USA, Preußen und Frankreich) suchten das Land den Industriemächten zu nähern.
In dieser Zeit, in der zahlreiche Beamte ins Ausland entsandt wurden, entwickelten sich Berührungspunkte zu dem Bibliothekswesen Europas und Amerikas, besonders die amerikanische public library hinterließ einen starken, im Heimatland aufmerksam reflektierten, Eindruck.
Die gesellschaftliche Dynamik der neuen Verfassung des neuen Schulwesens und der zunehmenden Öffnung des Landes gebar im Jahr 1872 zahlreiche Zeitungslesestellen. Der öffentliche Dialog und die Produktion von Zeitungen und Drucksachen stieg sprunghaft, erste Vereinsbibliotheken wurden gegründet. Die Buchhandlung Kyōto gründete die Büchersammlungsgesellschaft, in der gegen einen Jahresbeitrag oder ein „Medienentgelt“ Bücher entliehen werden konnten. Doch bereits 1875 hemmte ein Erlass zur Kontrolle der Zeitungen und dem Verbot der Kritik an der Regierung diese Entwicklung spürbar.
Ebenfalls 1872 wurde, auf Anraten eines Beamten des Kultusministeriums, die Shojakukan gegründet, eine frühe Form der National- und Parlamentsbibliothek, ein in einem Hörsaal der Universität Tokio aufgestellter Bücherbestand.
Trotz der erlassenen Restriktionen gab es zahlreiche positive Entwicklungen, wie die Gründung der Nihon Toshokan Kyōkai (engl. Japan Library Association, JLA) 1892, die Gründung der Kaiserlichen Bibliothek (Teikoku Toshokan) 1898 und der 1899 folgenden Ratifizierung der Bibliotheksverordnung zur Gründung Öffentlicher und privater Bibliotheken. Diese erhielten die Möglichkeit, Gebühren zu erheben. Erste Initiativen entstanden in der Präfektur Akita. Einflüsse des amerikanischen Bibliothekswesens wurden Dank Kichiro Yuasa (1858–1943), der seine Ausbildung in Amerika erfuhr, besonders früh in Tokio spürbar. Die 1910 erlassene Verordnung „Richtlinien zur Gründung von Bibliotheken“ regte den Wuchs öffentlicher Bibliotheken an und förderte diese Entwicklung 1919 durch Gründung der Abteilung Volksbildung unter dem Kultusministerium zusätzlich.

### Taisho-Zeit und Militarismus
Die Weltwirtschaftskrise und das folgenden Aufbegehren materiell benachteiligter Bevölkerungsteile, die sich auch in den Volksbibliotheken organisierten, führten zu einer Anpassung der Bibliotheksverordnung. Präfekturbibliotheken erfuhren Wandel in Zentralbibliotheken unter neuen Kontrollvorgaben. Die 1931 gegründete „Proletarische Bibliothek“ wurde geschlossen, Angestellte und Lehrende, die marxistische, kommunistische, pazifistische Inhalte publizierten, verwalteten und kommunizierten wurden ihren Positionen enthoben oder verhaftet. An der Säuberung der Bibliotheksbestände waren neben den Staatsbeamten auch Bibliothekare aktiv beteiligt.
Während des Zweiten Weltkrieges dienten die Bibliotheken primär der Verbreitung von Propaganda und Kriegsideologie, militärisches und nationalistisches Schriftgut wurden über Wanderbibliotheken den Adressaten zugeführt. Wertvolle Bestandssegmente wurden ausgelagert, Bibliotheksbauten vom Staat umfunktioniert, Angestellte wurden eingezogen oder mit der Munitionsproduktion betraut. Die Folgen der furchtbaren Ereignisse fanden deutliches Echo in Beständen als räumlicher Infrastruktur.

### Nachkriegszeit
Nach dem Ende des Zweiten Weltkriegs, während der amerikanischen Besatzung, verschwanden erneut ideologisch einseitig geprägte Literatursegmente, diesmal wurde das militär- als nationalorientierte Schrifttum beschlagnahmt. Die vor und während des Krieges verbotene Literatur wurde von den Alliierten wieder genehmigt. Obgleich von der Revision private Bibliotheken ausgenommen waren, gilt die Reorganisation der Bestände als umfassend.
Die Reform des Erziehungswesens durch die amerikanischen Besatzer führte ebenfalls zu einer Evaluation des öffentlichen Bibliothekswesens, besonderer Fokus ruhte auf der Stärkung der Demokratie. Schwerpunkte bildeten somit die Chancengleichheit aller Nutzer in Benutzung der Bibliotheken, die Organisation von Kinderbibliotheken und die allgemeine Verfügbarkeit auch umstrittener Quellen.
1948 wurde nach Erlass des National- und Parlamentsbibliotheksgesetzes die Nationale Parlamentsbibliothek (NDL) gegründet.
1950 wurde das Bibliotheksgesetz ratifiziert, das primär an die öffentlichen und privaten Bibliotheken adressiert war. Schwächungen ruhten im Vorschlagscharakter des Gesetzes, die Errichtung von Bibliotheken und das Einstellen ausgebildeter Mitarbeiter wurde nicht ausdrücklich zur Pflicht erhoben.
Es folgten Bemühungen, Mütter und Kinder als Kerngruppen stärker wahrzunehmen. Auf die Initiative von Lehrern und einzelnen Bibliotheken wurden „Parent Teacher Associations“ gegründet, ein Projekt in dem Schüler für ihre Müttern ausgewählte Lektüre entliehen, die später gemeinsam kommuniziert werden konnte. Die Präfekturbibliothek Kagoshima versuchte, mit dem Projekt „Zwanzig Minuten Lektüre von Mutter und Kind“ durch das Vorlesen daheim eine höhere Lesekompetenz zu erreichen und das Interesse an Literatur zu fördern.
Im Jahr 1952 gab es durch die Zerstörungen des Kriegs noch große Defizite: 70 % der städtischen Bibliotheken verfügten nur über einen Bestand von unter 20.000 Bänden, 66 % der Gemeindebibliotheken konnten nicht einmal über 2000 Bände verfügen.
Im Folgenden wurde die Rolle der öffentlichen Bibliothek weiterhin gestärkt; Schwerpunkt war eindeutig der möglichst freie Zugriff auf Literatur als unerlässliches Instrument der Demokratisierungsbemühungen. Die 1964 gegründete Stadtbibliothek Hino, die ohne einen Bibliotheksbau auskommen musste, konnte sehr hohe Leihzahlen durch einen Bücherbringdienst erzielen.

## Universitätsbibliotheken
Das nach der Meiji-Restauration an Deutschland orientierte Hochschulwesen folgte nach Ende des Zweiten Weltkrieges neuen Impulsen, für uns am wichtigsten – die 1991 verabschiedete staatliche Verpflichtung Hochschulen, ausnahmslos, mit Bibliotheken auszustatten und für den Einsatz geschulten Personals Sorge zu tragen.

Ein Jahr zuvor wurden die größten Universitätsbibliotheken zum gezielten Sammeln, Verzeichnen und Bewahren von ausländischer wissenschaftlicher Literatur berufen, vergleichbar mit den Sondersammelgebietsbibliotheken in Deutschland. Anfänglich führte dieses allerdings zu einem Verlust an Ressourcen für die unmittelbaren Belange der Studierenden.
Die japanische Universitätslandschaft kennt zahlreiche Zweige. Neben den staatlichen Universitäten begegnen uns noch private Universitäten, höhere Fachschulen und zweijährige Kurzzeithochschulen.
Für die staatlichen Bibliotheken muss, anders als in Deutschland, der Bibliotheksdirektor gleichzeitig eine Professur nachweisen, reine „Berufsbibliothekare“ sind nur in seltenen Einzelfällen als Leiter ein Universitätsbibliothek gestattet. Grund ist eine höhere Sensibilisierung und Sachkenntnis für die Belange des Universitätsbetriebs, der angewandten Forschung und Lehre. Eine mögliche Synergie begegnet uns in Direktoren, die eine Professur in Bibliothekswissenschaften erlangt haben. Universitätsbibliotheken verfügen über ein Gremium, in dem neben dem Direktor, Professoren und bibliothekarische Abteilungsleiter zum Beispiel über den Etat, Fragen der Benutzung und die Anschaffung besonderer Medien beraten.

U. a. aufgrund der unterschiedlichen Universitätstypen und Trägern ist der Hintergrund des Personals sehr heterogen. Häufig nehmen Verwaltungskräfte Aufgaben innerhalb der Bibliothek war. Kraft verstärkter Aus- und Weiterbildung ändert sich das Verhältnis aber zunehmend zugunsten geschulten Personals.
Eine wichtige Universitäre Einrichtung im Bezug auf die Ausbildungssituation innerhalb des Bibliothekswesens begegnet uns in ULIS [University of Library and Information Science].
Erste Kursangebote wurden bereits im Jahre 1918 in der Imperial Library angeboten, in den folgenden Jahrzehnten musste ULIS zahlreichen historischen Änderungen Rechnung tragen [Wandel der Imperial Library in NDL usw.]. Seit 1980 ist ULIS in Tsukuba [Ibaraki], etwa 30 Meilen außerhalb Tokyos beheimatet.

Bachelor- [gakugei gakushi] und Masterabschlüsse [gakujutsu shushi] können hier erlangt werden, genauso wie die Qualifikation zum Lehrerbibliothekar [Einsatz in Schulen] und das vom Staat verlangte Zertifikat für die Grundarbeit in Bibliotheken.

Die Ausbildung ist kostenpflichtig, Darlehen können besonders erfolgreichen Schulabsolventen in Aussicht gestellt werden. Die Aufnahmebedingungen unterscheiden sich, verständlicherweise, je nach angestrebtem Abschluss. Ausländische Studierende bedürfen überdies vorhergehende Prüfung in Japanisch und eventuell Englisch. Das Studium ist als Trimester organisiert. Über rein bibliothekarische Inhalte werden den Studenten [hier Bachelor / 1993–1994] Kenntnisse der Geistes- und Sozialwissenschaften, Naturwissenschaften und Japanstudien [für Ausländische Studierende] vermittelt. Eine Vertiefung der im Arbeitsleben möglichen Berührungspunkte, Fremdsprachen und Gesundheitserziehung schließen den Kreis der Ausbildung. Letzter Lehrinhalt ist in der deutschen Ausbildung nicht anzutreffen. ULIS ist Partnerhochschule der Fachhochschule für Medien in Stuttgart.
Eine zunehmende Öffnung Japans für ausländische Studierende ergibt sich aus einem, vorsichtig, spürbaren Studentenmangel, bedauerlicherweise ist Englisch nur selten Unterrichtssprache. So führten rückläufige Geburtenraten 2003 erstmals zum Aussetzen der Immatrikulation an acht privaten Hochschulen.
Wichtige Aufgaben der Universitätsbibliotheken finden sich u. a. im Bemühen, Informationssysteme weiterzuentwickeln [Herausforderung heißt hier die deutliche Differenz Japanisch / Chinesischer Schrift im Gegensatz zum Beispiel zum lateinischen Alphabet], die universitäre Verbundkatalogisierung im NACSIS Webcat voranzutreiben, digitale Dokumente zu speichern und verfügbar zu machen – kurz der technischen Entwicklung Rechnung zu tragen.
Im Verhältnis dominieren die Privaten Universitäten / Hochschulen das japanische Bildungswesen [2002 = 855 Einrichtungen mit einem Bestand von ~ 158.280.000 ME und einem Personal von ~ 4400 MA], gefolgt von den Kurzzeithochschulen [02 = 324 Einrichtungen mit einem Bestand von ~ 16.290.000 ME und einem Personal von ~ 445 MA] gegenüber den Staatlichen Universitäten [294 Einrichtungen mit einem Bestand von ~ 91.180.000 ME und einem Personal von ~ 2044 MA]. Obgleich häufiger vertreten sind die Kurzzeithochschulen [Bsp.: Schöne Literatur, Kindergartenwesen, Kranken-, Gesundheitspflege] oft nur mit Grundlagenliteratur ausgestattet.
Die Entleihungen lagen 2002 bei 18.663.375.000 in den Privaten; 11.526.877.000 in den Kurzzeit und 6.703.101.000 in den Staatlichen Bibliotheken.

## Schulbibliotheken
1953 verankerte der Japanische Staat die Bibliothek in Schulbibliotheken in Grund-, Mittel- und Oberschulen.
Der darauf folgende Wuchs kann heute mit folgenden Bestandszahlen dargestellt werden:
Grundschulbibliotheken: ca. 6.500 Bd.
Mittelschulbibliotheken: ca. 8.500 Bd.
Oberschulbibliotheken: ca. 20.500 Bd.
1997 folgte der Zusatz, dass in Schulen, die für mehr als zwölf Unterrichtsklassen Sorge tragen geschultes Personal eingestellt werden muss: Der Lehrerbibliothekar – oder Bibliothekar Lehrer. Diese Stellung erfordert sowohl einen Schwerpunkt Lehramt als eine bibliothekarische Ausbildung. Sie erteilen sowohl Unterricht und leisten Dienst an der Bibliothek. 2003 verfügten bereits über 90 % der Schulen, die dieser Regel unterworfen heißen, über eine solche Arbeitskraft. Über den Lehrerbibliothekar verfügen zahlreiche Schulen noch über Schulbibliothekare, die meistens mit halber Zeit angestellt sind und die sich einzig um die Pflege der Bibliothek kümmern; das Aufeinanderprallen dieser unterschiedlichen Instanzen kann aber zu Problem führen.
Im Jahre 2002 erreichten nur knapp 30 % der evaluierten Häuser den 1993 erlassenen „Schulbibliotheksstandard“ hinsichtlich Quantität und Qualität.
Organisiert sind die Schulbibliotheken u. a. in der 1950 gegründeten Japan School Library Association. In der ursprünglich den Schulbibliotheksräten vorbehaltenen Organisation können seit 1985 auch Einzelpersonen für konkrete Forderungen der Erziehungsreform und Mittelwerbung für notwendigen Medienerwerb und Raumgestaltung mitwirken.

Ein monatliches Periodikum „Gakko Toshokan“ informiert u. a. über Entwicklungen und Erfahrungen dieses Arbeitsraumes.
Seit 2000 werden die Schüler stärker an Bibliothek und selbständigen Erfahrungsgewinn
herangeführt.
In der 1988 eingeführten „Morgenlese“-Initiative eröffnen teilnehmende Schulen, 2004 bereits über 16.000, den Unterricht mit selbstständiger Beschäftigung von Schülern mit selbst gewählter Lektüre. Die Resonanz ist ausgesprochen positiv, nicht allein die Nähe zum Buch und zur Kulturtechnik Lesen – auch im folgenden Unterricht wird eine höhere Konzentration bemerkt, das Medium gewinnt an Interesse, da es nicht einzig mit schulischen Inhalten verknüpft wird.
Grundschulen nähern sich über Lesewettbewerbe, Zeichenwettbewerbe und der gezielten Kommunikation von erlesenen Eindrücken.

## Kinderbibliotheken
In den 1960er Jahren kam ein weiterer Bibliothekstyp hinzu: – die Bunko, zumeist ehrenamtlich betreute, meistens private, Kinderbibliotheken, die dieser Zielgruppe das Entleihen von Büchern erlauben. Besonders das ehrenamtliche Engagement ermöglichte die ersten Züge dieses Bibliothekstyps.
In den 1970er Jahren, unter dem günstigen Einfluss des Wirtschaftswachstums, gründeten zahlreiche Gemeinden öffentliche Bibliotheken mit integrierten Kinderabteilungen. Größte Nutzergruppe bildeten Kinder und Mütter des Mittelstandes.
Trotz der Ratifizierung des Kinderrechtsvertrages, nach dessen Anstoß das Recht auf Berücksichtigung von Kindern beim Medienerwerb stärker herausgearbeitet wurde, und trotz einer Aufnahme gezielter Schlüsselqualifikationen im Umgang mit den Bedürfnissen dieser Zielgruppe ins Curriculum der Ausbildung (Pflichtfach), erreichte das stete Wachstum in den 1980er Jahren seinen bisherigen Höhepunkt.
Gründe finden sich sowohl im Wandel der Demographie, vgl. Deutschland, als auch der Haushaltslage und dem abnehmenden ehrenamtlichen Engagement der, zuvor sehr aktiven, Bevölkerung (Primär wurde dieses Engagement von Frauen aufgebracht).

Deutlich wird dies auch durch die zunehmende Integration in die größeren Bibliotheken; der höhere Verwaltungsapparat erschwert den Einsatz ungeschulter Freiwilliger. Erneut spüren wir den Wandel der Demographie – konzentrieren sich Öffentliche Bibliotheken heute stärker auf die Bedürfnisse von Erwachsenen und einer wachsenden Zahl von Senioren.
Wie unter den Schulbibliotheken kurz angedeutet, werden die Aufgaben der Kinderbibliothek heute stärker von diesen Einrichtungen wahrgenommen und aufgefangen.
Eine Ausnahme dieses Trends stellt die 2002 eröffnete Internationale Kinderbibliothek der Nationalen Parlamentsbibliothek dar – überdies bemühen sich die einzelnen Gemeinden stärker, gezielt Leseförderung zu betreiben.

## Spezialbibliotheken
Unter der Bezeichnung Spezialbibliothek finden sich zahlreiche Einrichtungen die einem starken wissenschaftlichen, wirtschaftlichen oder staatlichen Fokus unterliegen, deren Bestand, Personalkapazität und räumliche Infrastruktur aber nur selten einen öffentlichen, allgemeinen Gebrauch erlauben. Wissenschaftliche Institute, staatliche Behörden, Museen mit besonderen Sammlungen und nicht zuletzt Unternehmen schaffen sich hier Zellen, in denen gezielt Bestände organisiert und um Kontext beschenkt werden. Darüber hinaus zählen auch Bibliotheken ausländischer Repräsentation [zum Beispiel das 1952 gegründete Goethe-Institut Japan] und Bibliotheken mit medizinischen Schwerpunkten zu dieser Gattung, interessanterweise auch im Feld der Patientenliteraturversorgung, die in Deutschland eher dem Öffentlichen Bibliothekswesen unterworfen heißt. Größte Vertreter bilden wissenschaftliche Institute und Unternehmensbibliotheken.
Während im Beispiel Museum eher die Pflege und genaue Lokalisierung des Bestandes von Interesse ist, sind Unternehmens- und Institutsbibliotheken Synonym eines frühen und intensiven Einsatzes von IT und Datenbankentechnologie, während zum Beispiel ausländische Einrichtungen primär zur Kommunikation einladen und das repräsentierte Land darstellen, stärker um Öffentlichkeit werben.
Historisch begann der Wuchs nach Ende des Zweiten Weltkrieges, erlebte leichte Erschütterung in den 1980er Jahren und kann seitdem unter stetigem Wachstum skizziert werden.

### Unternehmensbibliothek
Für Unternehmen ist es ausgesprochen wichtig eigene Bibliotheken zu unterhalten, die der Unterstützung des eigenen Forschungsfelds und permanenter Marktsichtung und Orientierung dienen. Am Beispiel der Patente wird dieses besonders deutlich, noch heute fallen überall auf gemeinsam Erdenrund Kosten für Sackgassen an die unter genauer Prüfung der Patentschriften vermieden werden könnten, besonders Fatal wenn man mit hoher Energie ein Ziel verfolgt das bereits, nachvollziehbar, von anderer Seite besetzt wurde.

Unternehmensbibliotheken nähren das wohl größte Interesse nicht in allgemeiner Öffentlichkeit in Erscheinung zutreten, allein Erwerbungsschwerpunkte könnten auf interne Prozesse verweisen die Wettbewerbern, ungewollt, um Aufschluss und Reaktion beschenken.

Hoher nationaler als internationaler Datenbankeneinsatz sowie das Generieren eigener Kenntnisbasen hat hier besondere Priorität. Da Japan als Exporteur, besonders im technologischen Feld, einen hohen Ruf genießt, scheint es nicht erforderlich, einzelne Konzerne explizit zu benennen. Genaue Daten über Bestands- und Mitarbeitergröße sind, wie beschrieben, nur selten Gegenstand allgemeiner Erörterung.

### Museumsbibliothek
Bei den Museumsbibliotheken zeigt sich ein anderes Bild, sind die Bestände zumindest für die Fachöffentlichkeit meistens verfügbar, da nicht die klare singuläre Profitmaximierung im Mittelpunkt steht, sondern die kulturelle Positionierung der Bestände. Da betreffende Objekte aber durch Umweltbedingungen und Benutzung angegriffen werden, ist allgemeine Nutzung, fern digitalisierten Zugriffs, nur in seltensten Fällen möglich. Gleichzeitig bilden sie und ihr Personal unverzichtbaren Reichtum für Wissenschaft und Forschung. Beispiele sind u. a. das Museum of Contemporary Art in Tokyo und die Shochiku Otani Library, die vom Theater bis zur heutigen Filmgeschichte einen lebendigen Bestand aufweisen kann.

### Datenbankproduzenten
Im Bereich der Datenbankproduzenten [primäre Nutzung von Unternehmensbibliothek, Institutsbibliotheken und staatlichen Einrichtungen, ggf. Medizinbib. für Fachpersonal] ist die Japan Science and Technology Agency (JST, früher Japan Information Center for Science and Technology (JICST)) von hohem Interesse. Das nach Gesetz 1957 gegründete JICST, das sich aus staatlichen und privaten Geldern finanziert, sammelt und bewertet u. a. Tagungsberichte und wissenschaftliche, technisch orientierte, Fachzeitschriften und leistet als Dokumentationseinrichtung Dienst an privaten Kunden, publiziert die „Schnellnachrichten zur technischen Literatur“ und eine Schrift zum ausländischen Patentwesen. Heute wichtiger – die Onlinedatenbank. Japan Online-System [JOIST], verständlicherweise technisch orientiert. Überdies übersetzt JICST ausländische Literatur und bietet Weiterbildung, auch im Gebrauch der hauseigenen Datenbanken, an. JICST ist bei weitem nicht die einzige Informations- und Dokumentationseinrichtung Japans, über nationale Ressourcen werden auch Dienstleister / Retrievalsysteme gleich DIALOG rege genutzt.